# William Henry Ashley
William Henry Ashley, född 1778 i Virginia, död 1838 i Missouri, var en amerikansk pälshandlare, entreprenör och politiker.

## Entreprenör och politiker
Ashley flyttade till Missouri redan innan det hade blivit amerikanskt genom Louisianaköpet 1803. Han bosatte sig i Saint Louis och skapade en smärre förmögenhet genom kruttillverkning. Under 1812 års krig utnämndes han till brigadgeneral i milisen. När Missouri 1820 blev en stat i unionen valdes han till dess förste viceguvernör.

## Pälshandelspionjär
1822 grundade Ashley och hans kompanjon Andrew Henry Rocky Mountain Fur Company. De började utrusta amerikanska pälsjägare som tillbringade vintrarna i Klippiga Bergen för att möta Ashley vid förutbestämda mötesplatser, rendevouz där de bytte sina pälsverk mot varor och pengar. Detta var inledningen på en ny era inom den amerikanska pälshandeln, där vita pälsjägare - Mountain men - dominerade. Arikarakriget gjorde att bolagsmännen övergav sina planer på att använda Missourifloden som kommunikationsled och istället satsade man på landvägen till Klippiga Bergen.

## Fortsatt politik och affärer
Efter att på kort tid ha skapat sig en förmögenhet genom pälshandeln sålde Ashley 1826 sin andel i bolaget till William Sublette, Jedediah Smith och David Jackson, och slog sig på politiken. Han valdes till kongressen som en demokrat av Jacksons falang 1831, 1832 och 1834. 1836 försökte han bli vald till Missouris guvernör, men led ett svårt nederlag. Ashley återvände till affärslivet och fastighetsspekulationerna i Saint Louis, men hans hälsa var förstörd och han dog av lunginflammation vid 54 års ålder.